# Син-юнь
Син-юнь (кит. трад. 星雲大師, упр. 星云大师, пиньинь Xīngyún dàshī, палл. Синъюнь даши, буквально: «святой отец Синъюнь»; 19 августа 1927, Цзянду, Китайская Республика — 5 февраля 2023, Гаосюн) — один из крупнейших современных наставников чань-буддизма, 48 патриарх школы линьцзи-цзун, известный общественный деятель.

## Биография
В двенадцать лет принял монашеские обеты, в 1941 году прошел полный постриг. Через восемь лет переехал на Тайвань, где благодаря его деятельности, направленной на возрождение буддизма, появились многочисленные новые храмы, издания, осуществлены различные буддийские социальные, образовательные и культурные программы.
В 1967 году Син-юнь удалился на гору Фогуаншань близ города Гаосюн, где основал монастырь, ставший крупнейшим центром буддийского образования в Восточной Азии. 1967 год считается годом основания международного буддийского ордена Фо Гуан Шань.
Син-юнь с 1990 по 2004 годы возглавляет университет Силай в Калифорнии.
В 1993 году посетил Россию, создал в Санкт-Петербурге об-во «Фо гуан».
В 1997 году встречался с римским папой Иоанном Павлом II, в 2006 году встречался с римским папой Бенедиктом XVI.
Противник идеи тайваньской независимости, сторонник воссоединения Китая. На президентских выборах 2008 года открыто агитировал за победившего кандидата партии Гоминьдан Ма Инцзю.
Автор многочисленных сочинений о буддизме, в том числе «Чаньские беседы» (в 10 т.; 4 тома переведены на русский язык), «Шакьмуни Будда» (1955), «Десять великих учеников Будды» (1959), отв. ред. Словаря буддизма общества Фо гуан (Фо гуан да цыдянь: в 8 т., 1988).
Умер 5 февраля 2023 года.